# Mona Mitterwallner
Mona Mitterwallner, née le 9 janvier 2002 à Hall en Tyrol, est une coureuse cycliste autrichienne, spécialiste du VTT cross-country.

## Biographie
Mona Mitterwallner domine les courses de VTT cross-country dans les catégories de jeune. En 2019, au cours de sa première année chez les juniors (17/18 ans), elle est vice-championne du monde et vice-championne d'Europe de cross-country. En 2020, elle réalise le triplé : championnats du monde,, d'Europe et d'Autriche dans la catégorie junior. 
En 2021, lors de sa première année dans la catégorie des espoirs (moins de 23 ans), elle réalise une saison parfaite en Coupe du monde de VTT, remportant toutes les courses espoirs de la saison. En mai, elle est championne d'Autriche de cross-country chez les élites devant Laura Stigger. En août, à l'âge de 19 ans, elle remporte la médaille d'or aux championnats d'Europe et du monde en cross-country espoirs. En octobre, elle devient championne du monde de cross-country marathon à Capoliveri, devenant ainsi la plus jeune championne du monde de cette discipline.
Malgré sa victoire aux championnats nationaux 2021, Mitterwallner n'est pas sélectionnée pour les Jeux olympiques d'été de Tokyo car l'équipe autrichienne n'a qu'une seule place au départ. Elle tente alors de se qualifier pour la course sur route, mais échoue lors de la course de qualification le 30 mai 2021 contre Anna Kiesenhofer. Celle-ci deviendra championne olympique à Tokyo le 25 juillet. Aux championnats d'Europe sur route, elle participe à la course sur route espoirs avec Laura Stigger et termine 11e.
Bien qu'elle soit toujours admissible à concourir chez les moins de 23 ans, Mitterwallner passe chez les élites pour la saison 2022, à l'âge de 20 ans. En Coupe du monde, elle rate de peu la victoire à Vallnord et à Mont Sainte-Anne, terminant deuxième à chaque fois. Elle termine six des sept manches de la saison dans le top 6 et, à la fin de la saison se classe cinquième au classement général de la Coupe du monde de cross-country. Elle manque d'être mieux classé, principalement à cause de ses mauvaises performances sur les courses short track, sa discipline la plus faible. Aux championnats du monde, elle termine septième du cross-country olympique.
Le 6 août 2023, elle est pour la deuxième fois championne du monde de cross-country marathon en Écosse. Trois semaines plus tard, elle remporte la course de cross-country de la Coupe du monde en Andorre. En septembre, elle gagne la manche suivante aux Portes du Soleil. Il s'agit de ses deux premières victoires en Coupe du monde lors de sa deuxième saison de Coupe du monde, à l'âge de 22 ans.
En mars 2024, Mitterwallner participe pour la première fois au Cape Epic en Afrique du Sud et termine deuxième aux côtés de Candice Lill. Aux championnats d'Europe de VTT en mai, elle remporte la médaille d'argent en cross-country. Fin juillet, elle termine 18e de la course olympique de VTT à Paris. En Coupe du monde, elle n'a pas réussi à égaler sa performance de l'année précédente et ne monte sur aucun podium. En septembre, elle est championne du monde de cross-country marathon pour la troisième fois en quatre ans. 
Pour la saison 2025, elle signe un contrat de deux ans avec l'équipe World Tour Human Powered Health pour participer à des courses sur route en plus du VTT.

## Palmarès en VTT

### Championnats du monde
- Mont Saint-Anne 2019
  -  Médaillée d'argent du cross-country juniors
- Leogang 2020
  -  Championne du monde de cross-country juniors
  - 6e du relais mixte
- Capoliveri/Val di Sole 2021
  -  Championne du monde de cross-country marathon
  -  Championne du monde de cross-country espoirs
- Les Gets 2022
  - 7e du cross-country
- Glentress Forest 2023
  -  Championne du monde de cross-country marathon
  - 4e du cross-country
- Snowshoe 2024
  -  Championne du monde de cross-country marathon

### Coupe du monde
- Coupe du monde de cross-country espoirs
  - 2021 : 1re du classement général, vainqueur de six manches

- Coupe du monde de cross-country élites
  - 2022 : 5e du classement général
  - 2023 : 3e du classement général, vainqueur de deux manches
  - 2024 : 22e du classement général

- Coupe du monde de cross-country short track
  - 2023 : 13e du classement général
  - 2024 : 23e du classement général

### Championnats d'Europe
- Brno 2019
  -  Médaillée d'argent du cross-country juniors
- Monte Tamaro 2020
  -  Championne d'Europe de cross-country juniors
- Novi Sad 2021
  -  Championne d'Europe de cross-country espoirs
- Krynica-Zdrój 2023
  -  Médaillée d'argent du cross-country
- Cheile Grădiștei 2024
  -  Médaillée d'argent du cross-country

### Championnats d'Autriche
- 2021
  -  Championne d'Autriche de cross-country
- 2022
  -  Championne d'Autriche de cross-country
- 2023
  -  Championne d'Autriche de cross-country

## Palmarès sur route

### Par années
- 2025
  - 2e du Grand Prix de Chambéry

### Résultats sur les grands tours

#### Tour de France
1 participation
- 2025 : 65e

#### Tour d'Espagne
1 participation
- 2025 : non-partante (4e étape)

### Classements mondiaux
| Année                                 | 2021 |
| ------------------------------------- | ---- |
| Classement UCI                        | 679e |
|                                       |      |
| Légende : nc = non classéSource : UCI |      |